# كيلسي موني
كيلسي موني (بالإنجليزية: Kelsey Mooney) هو لاعب كرة قدم بريطاني في مركز الهجوم، ولد في 5 فبراير 1999. لعب مع أستون فيلا.